# Uniti nell'Ulivo
Uniti nell'Ulivo è stata una lista elettorale di centro-sinistra, costituita da alcuni partiti italiani in occasione delle elezioni europee del 2004 e delle elezioni regionali del 2005, richiamante nella denominazione la coalizione dell'Ulivo precedentemente al governo dal 1996 al 2001.
I partecipanti all'iniziativa sono stati:
- i Democratici di Sinistra, di Piero Fassino;
- La Margherita, di Francesco Rutelli;
- i Socialisti Democratici Italiani, di Enrico Boselli;
- il Movimento Repubblicani Europei, di Luciana Sbarbati.

## Storia

### Nascita della lista

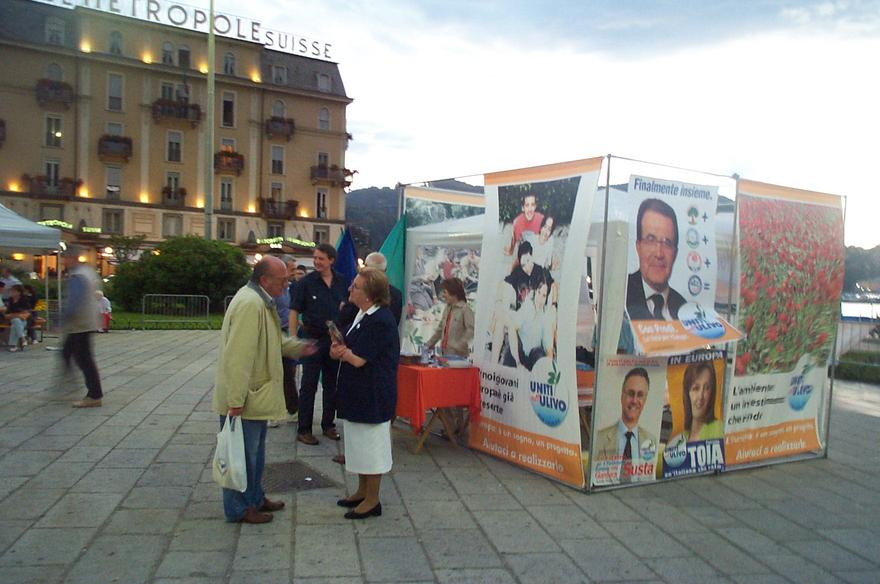
Banchetto elettorale di Uniti nell'Ulivo a Como, per le elezioni europee del 2004 in Italia.

Nel 2003 Romano Prodi propone ai soggetti del centro-sinistra di concorrere alle successive elezioni europee del 2004 sotto un unico simbolo, con l'obiettivo di dare prova di unità e coesione. 
A raccogliere l'appello sono i due partiti maggiori della coalizione (Ds e Margherita), creando le basi per la costituzione, in futuro, di un unico partito riformista. All'appello rispondono anche lo SDI e il MRE, mentre rifiutano l'adesione al progetto la Federazione dei Verdi e il Partito dei Comunisti Italiani (che pure erano membri de L'Ulivo). Diverso il caso dell'Italia dei Valori, che non prese parte all'iniziativa per il veto posto dallo SDI.
Uniti nell'Ulivo diventa quindi il nome della lista promossa da Prodi, con la speranza di consolidare e proseguire il percorso di unità fra le forze dell'area dell'Ulivo anche in occasione di successive elezioni nazionali, essendo da tempo questo fra i propositi di Prodi, il quale già per le elezioni europee del 1999 aveva proposto un simile appello e per perseguire il progetto unitario era stato appositamente creato il movimento de I Democratici.
La lista viene pubblicamente annunciata il 12 febbraio 2004, concretizzando l'appello e raggruppando quattro aderenti raccoglienti in sé una sostanzialmente comune visione dell'Europa. La consultazione ha visto Uniti nell'Ulivo ottenere il 31% dei consensi, risultando la lista maggiormente votata; tuttavia, alcuni esponenti contrari alla formazione della lista unitaria (il correntone DS) obiettano che il risultato ottenuto è uguale alla somma dei voti ricevuti da DS e Margherita nelle precedenti elezioni politiche del 2001. L'esponente della lista con il maggior numero di preferenze risulta essere Lilli Gruber; anche Michele Santoro risulta eletto con un ampio consenso personale.
Al Parlamento europeo le componenti della lista unica si dividono in diversi gruppi parlamentari: i DS e lo SDI nel Gruppo del Partito del Socialismo Europeo (PSE); Margherita e i Repubblicani europei entrano nel Gruppo dell'Alleanza dei Democratici e dei Liberali per l'Europa (ALDE).
Nel febbraio 2005 i partiti della lista arrivano a siglare un nuovo patto unitario, la Federazione dell'Ulivo (FED). L'esponente della Margherita Arturo Parisi, però, non condivide questa scelta, ritenendo che la federazione non porti ad una sostanziale unità del partito. D'altro avviso la tendenza di Francesco Rutelli, contrario ad un'accelerazione verso il partito unico del centro-sinistra.
Per le elezioni regionali del 2005 tenute in aprile, si riesce a trovare una intesa fra i partiti per la presentazione della lista in nove regioni delle quattordici chiamate al voto (la lista sarà presente in Liguria, Lombardia, Veneto, Emilia-Romagna, Marche, Toscana, Lazio, Basilicata).
In seguito Prodi ha sollecitato la presentazione della lista unitaria anche alle politiche del 2006, ma una decisione dell'assemblea nazionale della Margherita (l'80% del partito è contrario) blocca questa strada, preferendo competere col proprio simbolo per acquisire maggiori consensi. Questa decisione crea qualche agitazione nella coalizione dell'Unione di centrosinistra e dà lo spunto per l'istituzione delle consultazioni primarie per la scelta del leader della coalizione che sarà candidato alla presidenza del Consiglio.
Prodi è sostenuto dalle forze che compongono Uniti nell'Ulivo, e alle consultazioni, svoltesi il 16 ottobre 2005 è stato eletto a maggioranza, candidato Presidente per il centro-sinistra. La vittoria alla primarie ha fatto sì che si rilanciasse l'idea di creare un grande Partito Democratico Italiano.

## La federazione dell'Ulivo
Con l'esperienza delle liste "Uniti nell'Ulivo" si è individuato l'orientativo raggio d'azione dell'Ulivo verso circa un terzo dell'elettorato. In preparazione della successiva ed importante sfida per il rinnovo del Parlamento nazionale e del Governo, si svolgono le elezioni regionali del 2005, in occasione delle quali il centrosinistra sigla una definitiva piattaforma organizzativa dando origine ad una nuova coalizione che prende il nome di L'Unione, dopo aver adottato, per breve tempo, la denominazione di Grande Alleanza Democratica (spesso individuata con l'acronimo Gad).
Parallelamente alla nascita dell'Unione, i partiti che avevano condiviso l'esperienza unitaria dell'Ulivo decidono di intensificare la loro collaborazione e di stringere un vero e proprio patto federativo, la Federazione dell'Ulivo. L'intesa viene siglata il 26 febbraio 2005, in una larga convention, dove vengono create delle strutture sovra-partitiche alle quali DS, DL, SDI e MRE delegano alcune competenze e si impegnano ad avviare un dialogo privilegiato tra loro. 
Anche nelle competizioni regionali, si ripropone la lista Uniti nell'Ulivo, seppure soltanto in 9 regioni su 14 chiamate al voto (nelle restanti 5 i partiti presentano ciascuno i propri simboli), confermando in linea di massima i propri consensi e cogliendo nell'elettorato un atteggiamento positivo verso la proposta di unità.
Le elezioni regionali del 2005, comunque, regalano all'intera Unione e alla Federazione dell'Ulivo risultati positivi: la coalizione vince in ben 12 delle 14 regioni al voto; solo Lombardia e Veneto riconfermano le proprie giunte regionali di centrodestra, mentre il centrosinistra riconquista, tra gli altri, Piemonte, Lazio e Puglia. La Fed raccoglie mediamente il 34,2% (sulla base delle 9 regioni in cui viene presentata la lista unitaria).

### La struttura federale dell'Ulivo
La Federazione dell'Ulivo è stata un'associazione politica, attiva nel 2005, nata per promuovere la realizzazione del progetto dell'Ulivo, ovvero quell'unione fra cattolici, liberali e socialdemocratici che per iniziativa di Romano Prodi ha avuto la sua prima comparsa nella coalizione che partecipò alle elezioni politiche del 1996, dopo che modifiche nell'assetto politico italiano indirizzarono il Paese verso forme di bipolarismo, con la possibile formazione di soggetti politici di significative dimensioni, riducendo la frammentazione partitica.
La federazione, aperta all'adesione di altre associazioni a carattere nazionale, è stata stretta fra quattro partiti, gli stessi che l'anno precedente avevano dato vita per le elezioni europee alla lista Uniti nell'Ulivo: i Democratici di Sinistra (DS), Democrazia è Libertà - La Margherita (DL), i Socialisti Democratici Italiani (SDI) e il Movimento Repubblicani Europei (MRE).
I partiti aderenti hanno un mezzo per organizzare ed esprimere una visione comune, alla federazione conferiscono una autonomia decisionale riguardo alla politica estera, europea e alle istituzioni. Dalle città capoluogo di provincia ai parlamenti nazionali ed europei, i partiti sono tenuti ad attuare una forma di coordinamento del proprio impegno istituzionale.

### Gli organi della federazione
Vi è un Presidente, che rappresenta gli organismi di direzione e ha il potere di convocarli, viene eletto da un Consiglio federale con almeno il voto dei due terzi dei membri. Su sua richiesta la federazione può approvare all'unanimità il potere di deliberare su questioni rilevanti dell'agenda politica.
Attorno alla sua figura lo statuto ha disposto una «Presidenza», con il coinvolgimento dei segretari dei partiti, composta anche da quattro membri designati dai DS, tre della Margherita, uno degli SDI e due rappresentanti delle associazioni.
Il Consiglio Federale è di 60 membri, per l'85% designati dai partiti, secondo i risultati elettorali raggiunti, fra questi devono trovare voce i gruppi parlamentari, i presidenti di regione, di provincia e i sindaci: per il restante 15% devono essere designati dalle associazioni aderenti.
In base alle votazioni tenute all'atto della sua costituzione, è stato eletto presidente Romano Prodi, mentre la presidenza risulta composta dai segretari: Piero Fassino (DS), Francesco Rutelli (DL), Enrico Boselli (SDI), Luciana Sbarbati (MRE), quindi da Massimo D'Alema, Vannino Chiti, Anna Finocchiaro e Antonio Bassolino (componenti DS); Arturo Parisi, Dario Franceschini e Franco Marini (componenti Margherita); Roberto Villetti (SDI).

## I problemi della Federazione dell'Ulivo
Dopo il voto amministrativo regionale, i partiti dell'Ulivo si preparano al decisivo appuntamento con le elezioni politiche. Alla fine del 2005, però, sorge un ostacolo al progetto unitario, determinato da una decisione dell'assemblea generale della Margherita che, forte del consenso ottenuto singolarmente alle amministrative, sostiene di voler presentare la propria lista, autonoma, nella quota proporzionale della Camera all'atteso appuntamento delle elezioni politiche. Questa è la linea del presidente del partito, Rutelli, che viene approvata dal 75% dei delegati del partito, contrapponendosi invece alla linea "ulivista" sostenuta da Arturo Parisi. Gli ulivisti, in un primo momento, minacciano un'uscita dal partito e alla fine decidono di portare avanti le loro proposte dall'interno.
In questa situazione, dunque, il progetto dell'Ulivo subisce una fase di arretramento, e questa, unita ad altre circostanze, spingono Prodi a chiedere l'organizzazione di elezioni primarie per scegliere, tramite la via della legittimazione popolare, il leader dell'Unione nonché candidato a diventare primo ministro in caso di vittoria elettorale, conferendo allo stesso una maggiore autonomia rispetto ai partiti.
Intanto, però, il progetto della federazione va incontro a una serie di problemi, anche in seguito ai referendum sulla procreazione medicalmente assistita che si svolgono a giugno 2005: i DS e gli SDI sono per il sì all'abrogazione della legge varata dal Governo Berlusconi giudicando restrittive le norme d'accesso ai trattamenti terapeutici; nella Margherita, pur lasciando libertà di coscienza ai propri elettori, prevale la posizione dell'astensione (annunciata, a livello personale, dallo stesso Rutelli) anche a seguito dell'appello lanciato ai cattolici in tal senso dalla Conferenza Episcopale Italiana. Alla fine il referendum fallisce: il quorum non viene raggiunto, va al voto solo il 25,9% degli elettori. La posizione della Margherita inasprisce i rapporti con lo SDI, il quale imprime una sterzata nel verso della laicità e accusa la Margherita di clericalismo.

### Le primarie e la rinascita dell'Ulivo
Le elezioni primarie dell'Unione si svolgono il 16 ottobre 2005, con una partecipazione popolare oltre le aspettative: vanno alle urne circa 4.300.000 elettori, Prodi ottiene un imponente successo ricevendo il 74% dei voti e l'investitura di candidato premier della coalizione. Accanto a lui altri sei candidati: Fausto Bertinotti di Rifondazione Comunista, Clemente Mastella dell'UDEUR, Antonio Di Pietro dell'Italia dei Valori, Alfonso Pecoraro Scanio dei Verdi e gli indipendenti Ivan Scalfarotto e Simona Panzino.
L'ampio successo delle primarie e l'approvazione della nuova legge elettorale proporzionale, varata dal governo Berlusconi, nel frattempo, spingono la Margherita a rivedere inaspettatamente le sue posizioni e a rilanciare il progetto della lista unitaria dell'Ulivo, con una predisposizione significativa alla nascita di un vero e proprio partito unitario, che ricalchi il modello dell'americano "Partito Democratico". La ritrovata sintonia nella Margherita si materializza quando l'assemblea federale approva all'unanimità la nuova posizione di Rutelli, che delibera - con l'accordo dei DS - di presentare una lista unitaria dell'Ulivo alle elezioni per la Camera e liste separate al Senato per "confermare una presenza autonoma indispensabile nel corso della costruzione dell'ambizioso progetto unitario".

### Lo SDI abbandona il progetto
Immediatamente dopo le primarie, e prima ancora dell'accordo in chiave futura sulla presentazione della lista unitaria, si consuma la rottura fra lo SDI e il resto dell'Ulivo. I socialisti di Boselli dichiarano di non essere interessati alla costituzione dell'alleanza "ulivista", modificando la propria linea in quella di un socialismo radicale, che si soffermi su una visione marcata della laicità dello Stato. Per questa ragione, il partito avvierà un diverso progetto, collocato sempre all'interno dell'Unione, insieme ai Radicali Italiani di Marco Pannella ed Emma Bonino, producendo la nascita di un nuovo soggetto politico denominato Rosa nel Pugno.

### La lista dell'Ulivo
Dopo la nascita dell'Unione e l'adozione di una legge elettorale proporzionale con premio di maggioranza, viene meno la necessità di diversificare la coalizione di centro-sinistra dalla lista unitaria: l'Ulivo ha finito per identificare la federazione costituita da DS e Margherita. Proprio con il simbolo dell'Ulivo tali formazioni si presenteranno sulle schede per la Camera dei Deputati in occasione delle elezioni politiche del 2006.

## Risultati elettorali
| Elezione       | Elezione     | Voti       | %     | Seggi     | Note |
| -------------- | ------------ | ---------- | ----- | --------- | ---- |
| Europee 2004   | Europee 2004 | 10.119.909 | 31,1% | 22 / 78   | (1)  |
| Politiche 2006 | Camera       | 11.928.362 | 31,3% | 220 / 630 |      |
| Politiche 2006 | Senato       | -          | -     | 101 / 315 | (2)  |

- (1) I 22 parlamentari europei eletti con Uniti nell'Ulivo si sono distribuiti 14 nel gruppo PSE e 8 nel gruppo ALDE.
- (2) DS, Margherita e MRE hanno presentato liste separate, ma hanno poi costituito il gruppo parlamentare unico dell'Ulivo.